# Seth Andræ
Seth Kristian Andræ, född 8 januari 1911 i Mörlunda församling i Kalmar län, död 26 mars 1988 i Sankt Nikolai församling i Hallands län, var en svensk militär.

## Biografi
Efter studentexamen i Eksjö 1929 blev Andræ officersaspirant vid Jönköpings-Kalmar regemente 1931. Han avlade officersexamen vid Krigsskolan 1933 och utnämndes samma år till fänrik vid Västernorrlands regemente, där befordrades till underlöjtnant 1935, till löjtnant 1936 och till kapten 1943. Han inträdde i Generalstabskåren 1945, varpå var adjutant åt chefen för armén Archibald Douglas 1945–1947, var expert i 1945 års militärutredning, tjänstgjorde vid Försvarsstaben 1947–1949, var lärare vid Arméns signalskola 1949–1950 och var ledamot av Sjukvårdsberedskapsnämnden 1949–1951. Han var kompanichef vid Dalregementet 1950–1951 och lärare vid Krigshögskolan 1951–1955, befordrad till major i Generalstabskåren 1952. Han tillhörde Hälsinge regemente 1955–1956 och Västerbottens regemente 1956–1957, befordrades 1957 till överstelöjtnant och tillhörde Bohusläns regemente 1957–1958. Åren 1955–1958 tjänstgjorde han vid försvarsstaben i Etiopien, varpå han tjänstgjorde vid Hallands regemente 1958–1961.
År 1961 befordrades han till överste, varpå han var befälhavare för Bodens och Jokkmokks försvarsområden tillika kommendant över Bodens garnison och Bodens fästning 1961–1963. Han var chef för Norrbottens regemente 1963–1965, ställföreträdande befälhavare för III. militärområdet 1965–1966 och arméinspektör (sektionschef) vid staben i Västra militärområdet 1966–1971. År 1971 inträdde han i reserven med generalmajors grad.
Seth Andræ var son till kontraktsprosten Seth Andræ och Emilie ("Emmy") Marie Louise Haustedt. Han gifte sig 1939 med tandläkaren Brita Engberg (född 1915), dotter till folkskolläraren Per Edvard Engberg och Helfrid Ohlsson. Bland kända släktingar märks farbröderna Eskil och Tor Andræ.

### Utmärkelser
- Riddare av första klass av Svärdsorden, 1952.[5]
- Kommendör av Svärdsorden, 1965.[6]
- Kommendör av första klass av Svärdsorden, 1968.[7]